# Myracrodruon urundeuva
Myracrodruon urundeuva är en sumakväxtart som beskrevs av Allem.. Myracrodruon urundeuva ingår i släktet Myracrodruon och familjen sumakväxter. Inga underarter finns listade i Catalogue of Life.